# Heteromeroxylon
Heteromeroxylon – rodzaj chrząszcza z rodziny wachlarzykowatych. Są niezwykle rzadkie; znane zaledwie z kilku okazów. Gatunkiem typowym jest H. ruficeps.

## Zasięg występowania
Gatunki z tego rodzaju notowano w Japonii i Malezji.

## Gatunki
Do rodzaju zaliczane są 2 gatunki:
- Heteromeroxylon yagii
- Heteromeroxylon ruficeps